# Coppa del mondo di arrampicata 2004
La Coppa del mondo di arrampicata 2004 si è disputata dal 2 aprile al 20 novembre, nelle tre specialità lead, boulder e speed.

## Classifica maschile

### Generale
| Pos. | Atleta            |
| ---- | ----------------- |
| 1    | Kilian Fischhuber |
| 2    | Flavio Crespi     |
| 3    | Gérome Pouvreau   |

### Lead
| Pos.                                                                        | Atleta                   | BEL      | AUT      | FRA     | ESP         | CHN | ITA | FRA | CZE | SLO | Punti |
| --------------------------------------------------------------------------- | ------------------------ | -------- | -------- | ------- | ----------- | --- | --- | --- | --- | --- | ----- |
| 1                                                                           | Tomás Mrázek             | 1        | 2        | 2       | 1           | 1   | 2   | 3   | 2   | 1   | 560   |
| 2                                                                           | Alexandre Chabot         | 9        | 1        | 1       | 8           | 19  | 1   | 1   | 3   | 5   | 516   |
| 3                                                                           | Flavio Crespi            | 36       | 7        | 5       | 9           | 6   | 4   | 9   | 1   | 11  | 333   |
| 4                                                                           | Maksym Petrenko          | 6        | 12       | 6       |             | 2   | 3   | 28  | 4   | 16  | 322   |
| 5                                                                           | Patxi Usobiaga Lakunza   | 27       | 6        | 10      | 3           | 3   | 5   | 23  | 17  | 4   | 317   |
| 6                                                                           | Gérome Pouvreau          | 4        | 5        | 13      | 2           | 5   | 12  | 24  | 17  |     | 291   |
| 7                                                                           | Sylvain Millet           | 12       | 10       | 3       | 16          | 4   | 7   | 52  | 7   | 17  | 268   |
| 8                                                                           | Michaël Fuselier         | 34       | 11       | 6       | 5           | 14  | 11  | 4   | 10  | 15  | 249   |
| 9                                                                           | Jorg Verhoeven           | 5        | 14       | 17      |             | 11  | 12  | 13  | 6   | 3   | 248   |
| 10                                                                          | Ramón Julián Puigblanque | 8        | 8        | 4       | 17          | 8   | 6   | 21  | 22  | 20  | 240   |
| \| Legenda \| 1º posto \| 2º posto \| 3º posto \| A punti \| Senza punti \| |                          |          |          |         |             |     |     |     |     |     |       |
| Legenda                                                                     | 1º posto                 | 2º posto | 3º posto | A punti | Senza punti |     |     |     |     |     |       |

### Boulder
| Pos.                                                                        | Atleta            | GBR      | GER      | ITA     | FRA         | ITA | CHN | Punti |
| --------------------------------------------------------------------------- | ----------------- | -------- | -------- | ------- | ----------- | --- | --- | ----- |
| 1                                                                           | Daniel Dulac      | 1        | 11       | 2       | 3           | 1   | 7   | 388   |
| 2                                                                           | Kilian Fischhuber | 2        | 1        | 1       |             |     | 5   | 331   |
| 3                                                                           | Jérôme Meyer      | 5        | 2        | 10      | 33          | 8   | 1   | 305   |
| 4                                                                           | Stephane Julien   | 9        | 4        | 22      | 1           | 10  | 11  | 257   |
| 5                                                                           | Ludovic Laurence  | 7        | 3        | 14      | 14          | 5   | 4   | 238   |
| 6                                                                           | Matthias Müller   |          | 20       | 5       | 9           | 2   | 12  | 208   |
| 6                                                                           | Salavat Rakhmetov |          | 10       | 6       |             | 6   | 2   | 208   |
| 8                                                                           | Gareth Parry      | 3        | 13       | 8       | 10          | 24  | 9   | 202   |
| 9                                                                           | Julien Meral      | 8        | 8        | 3       | 7           | 21  |     | 198   |
| 10                                                                          | Loïc Gaidioz      |          |          | 13      | 6           | 3   | 15  | 160   |
| \| Legenda \| 1º posto \| 2º posto \| 3º posto \| A punti \| Senza punti \| |                   |          |          |         |             |     |     |       |
| Legenda                                                                     | 1º posto          | 2º posto | 3º posto | A punti | Senza punti |     |     |       |

### Speed
| Pos.                                                                        | Atleta                      | FRA      | ITA      | CHN     | Punti       |
| --------------------------------------------------------------------------- | --------------------------- | -------- | -------- | ------- | ----------- |
| 1                                                                           | Sergey Sinitsyn             | 3        | 1        | 2       | 245         |
| 2                                                                           | Evgenii Vaitcekhovskii      | 1        | 9        | 3       | 202         |
| 3                                                                           | Alexander Peshekhonov       | 2        | 2        | 9       | 197         |
| 4                                                                           | Tomasz Oleksy               | 4        | 4        | 5       | 161         |
| 5                                                                           | Maksym Styenkovyy           | 6        | 3        | 8       | 152         |
| 6                                                                           | Iakov Soubbotine            | 7        | 5        | 4       | 149         |
| 7                                                                           | Xiaojie Chen                | 14       |          | 1       | 124         |
| 8                                                                           | Alexandre Chaoulsky         | 5        | 5        |         | 102         |
| 9                                                                           | Andrzej Mecherzynski-Wiktor | 8        | 5        |         | 91          |
| 10                                                                          | Ivan Shyshkovskyy           | 10       | 5        |         | 85          |
| \| Legenda \| 1º posto \| 2º posto \| 3º posto \| A punti \| Senza punti \| |                             |          |          |         |             |
| Legenda                                                                     | 1º posto                    | 2º posto | 3º posto | A punti | Senza punti |

## Classifica femminile

### Generale
| Pos. | Atleta         |
| ---- | -------------- |
| 1    | Sandrine Levet |
| 2    | Jenny Lavarda  |
| 3    | Alexandra Eyer |

### Lead
| Pos.                                                                        | Atleta              | BEL      | AUT      | FRA     | ESP         | CHN | ITA | FRA | CZE | SLO | Punti |
| --------------------------------------------------------------------------- | ------------------- | -------- | -------- | ------- | ----------- | --- | --- | --- | --- | --- | ----- |
| 1                                                                           | Angela Eiter        | 8        | 1        | 2       | 7           | 1   | 1   | 5   | 4   | 1   | 535   |
| 2                                                                           | Muriel Sarkany      | 2        | 3        | 1       | 1           | 2   | 11  | 1   | 5   | 5   | 525   |
| 3                                                                           | Alexandra Eyer      | 19       | 12       | 3       | 5           | 9   | 3   | 8   | 1   | 7   | 364   |
| 3                                                                           | Natalija Gros       | 1        |          | 6       | 13          | 6   | 7   | 6   |     | 2   | 364   |
| 5                                                                           | Caroline Ciavaldini | 7        |          |         | 4           | 2   | 4   | 2   | 7   | 15  | 356   |
| 6                                                                           | Bettina Schöpf      | 6        | 2        | 10      | 8           | 4   | 2   | 7   |     |     | 345   |
| 7                                                                           | Jenny Lavarda       | 3        | 10       | 5       | 5           | 8   | 9   | 4   | 14  | 10  | 299   |
| 8                                                                           | Maja Vidmar         | 4        |          | 11      | 9           |     | 10  | 12  | 3   | 3   | 287   |
| 9                                                                           | Martina Cufar       |          |          | 4       | 2           |     | 8   | 2   |     | 11  | 286   |
| 10                                                                          | Olga Shalagina      |          |          | 16      |             | 11  | 6   | 16  | 2   | 6   | 245   |
| \| Legenda \| 1º posto \| 2º posto \| 3º posto \| A punti \| Senza punti \| |                     |          |          |         |             |     |     |     |     |     |       |
| Legenda                                                                     | 1º posto            | 2º posto | 3º posto | A punti | Senza punti |     |     |     |     |     |       |

### Boulder
| Pos.                                                                        | Atleta           | GBR      | GER      | ITA     | FRA         | ITA | CHN | Punti |
| --------------------------------------------------------------------------- | ---------------- | -------- | -------- | ------- | ----------- | --- | --- | ----- |
| 1                                                                           | Sandrine Levet   | 1        | 1        | 1       | 3           | 1   | 1   | 500   |
| 2                                                                           | Olga Bibik       | 2        | 10       | 2       | 1           | 18  | 3   | 359   |
| 3                                                                           | Yulia Abramchuk  | 4        | 2        | 5       |             | 3   | 2   | 331   |
| 4                                                                           | Juliette Danion  | 7        | 11       | 4       | 2           | 6   | 8   | 265   |
| 5                                                                           | Mélanie Son      | 12       | 14       | 6       | 8           | 4   | 5   | 221   |
| 6                                                                           | Jenny Lavarda    | 3        | 3        | 17      | 14          | 17  | 6   | 219   |
| 7                                                                           | Nataliya Perlova |          | 7        | 13      | 5           | 8   | 7   | 203   |
| 8                                                                           | Corinne Theroux  | 8        | 4        | 9       | 10          | 10  |     | 200   |
| 9                                                                           | Fanny Rogeaux    | 6        | 12       | 8       | 6           | 19  |     | 176   |
| 10                                                                          | Emilie Abgrall   | 5        | 13       | 3       | 12          |     |     | 170   |
| \| Legenda \| 1º posto \| 2º posto \| 3º posto \| A punti \| Senza punti \| |                  |          |          |         |             |     |     |       |
| Legenda                                                                     | 1º posto         | 2º posto | 3º posto | A punti | Senza punti |     |     |       |

### Speed
| Pos.                                                                        | Atleta                | FRA      | ITA      | CHN     | Punti       |
| --------------------------------------------------------------------------- | --------------------- | -------- | -------- | ------- | ----------- |
| 1                                                                           | Tatiana Ruyga         | 1        | 1        | 4       | 255         |
| 2                                                                           | Anna Stenkovaya       | 2        | 4        | 1       | 235         |
| 3                                                                           | Agung Ethi Hendrawati | 9        | 2        | 3       | 182         |
| 4                                                                           | Valentina Yurina      | 3        | 3        | 9       | 167         |
| 5                                                                           | Olga Zakharova        | 4        | 5        | 8       | 146         |
| 6                                                                           | Mayya Piratinskaya    | 5        | 5        |         | 102         |
| 7                                                                           | Olesya Saulevich      | 6        | 5        |         | 98          |
| 8                                                                           | Edyta Ropek           | 8        |          | 5       | 91          |
| 9                                                                           | Alena Ostapenko       | 10       | 5        |         | 85          |
| 10                                                                          | Eliska Karesova       | 7        | 9        |         | 80          |
| \| Legenda \| 1º posto \| 2º posto \| 3º posto \| A punti \| Senza punti \| |                       |          |          |         |             |
| Legenda                                                                     | 1º posto              | 2º posto | 3º posto | A punti | Senza punti |